# Reza-Abbasi-Museum
Das Reza-Abbasi-Museum (persisch موزه رضا عباسی) ist ein Museum in Teheran mit Exponaten ab dem 2. Jahrtausend v. Chr. bis zum Ende der Kadscharenregentschaft im 20. Jahrhundert. Neben chronologisch angelegten Galerien zur Archäologie Irans gibt es weitere zur Persischen Miniaturmalerei und zur Kalligrafie.
Zu den Ausstellungsstücken des Museums zählen Artefakte aus gebranntem Lehm, Metall und Stein aus prähistorischer Zeit sowie Gebrauchs- und Dekorationsstücke aus medischer, achämenidischer und sassanidischer Zeit. Weitere Objekte stammen aus der islamischen Periode von den Buyiden über die Seldschuken, Mongolen, Timuriden, Safawiden bis zur Kadscharenzeit.
Das Museum wurde im September 1977 eröffnet und seitdem mehrmals umstrukturiert und erweitert. Es untersteht der Iranischen Organisation für Kulturerbe (Iranian Cultural Heritage Organization). Benannt ist es nach dem Miniaturmaler Reza Abbasi. Exponate des Museums wurden auch international ausgestellt.